# Овсянников, Сергей Дмитриевич
Овсянников, Сергей Дмитриевич — советский и российский поэт и публицист, член Союза писателей России и Академии поэзии СП РФ.

## Биография
Сергей Овсянников родился 7 мая 1941 года в Ленинграде, после блокады переехал в Москву. Получил техническое (МАИ) и журналистское (Университет рабкоров при СЖ СССР) образование, работал в оборонной промышленности и народном хозяйстве. Являлся профессором Академии проблем безопасности, обороны и правопорядка.
С 1960 года стал публиковать свои стихи в газетах и журналах. Является автором песен таких исполнителей, как Людмила Зыкина, Валентина Толкунова, Надежда Крыгина («Деревенька», «Ненаглядная земля», «Сударыня»), Олег Кухта («Русское поле», «Рябина», «Красный конь», «Война», «Дорогая») и др. Сотрудничал с композиторами А.Флярковским, В.Темновым, В.Петровым. Всего на его стихи создано свыше 100 песен. Был участником конкурса на текст нового гимна РФ (на музыку М. Глинки). По словам литературного критика Леонида Ханбекова, в поэте сочетается как нарочитая сухость газетной хроники, так и изящество слога и певучесть.
Избирался депутатом муниципального собрания Кузьминок. Основатель и главный редактор районной газеты «Кузьминки». Переводился на сербско-хорватский и болгарский языки.

## Награды и премии
- Заслуженный работник культуры Российской Федерации (2002)
- орден Петра Великого III степени — за выдающиеся заслуги и большой личный вклад в развитие и укрепление Государства Российского (2003)
- лауреат конкурса песни «Дорогая столица»
- лауреат конкурсов в Сараево и Варне
- премия А.С. Грибоедова
- Почётная грамота Московской городской Думы (11 мая 2001 года) — за заслуги перед городским сообществом и в связи с 50-летием со дня образования[7]
- ведомственные медали МО РФ
- юбилейные медали ВОВ

## Публикации о нём
- Ханбеков Л.В. Не выбираем мы столетье... — М.: Московский Парнас, 1999.
- Ханбеков Л.В. На пороге XXI века. — М.: Московский Парнас, 2002. — Т. 5. — С. 246. — 408 с.
- Чупринин С.И. Новая Россия. — М.: Рипол Классик, 2003. — С. 154—155. — 927 с.